# Meșterul Twardowski
Meșterul Twardowski (în poloneză Mistrz Twardowski) este un roman din 1840 al scriitorului polonez Józef Ignacy Kraszewski. Este inspirat din legenda lui Pan Twardowski, un vrăjitor fictiv din Cracovia care a făcut o înțelegere cu Diavolul și a devenit primul polonez pe Lună.